# Французьке вторгнення в Амапу
Французьке вторгнення в Амапу відбулося 15 травня 1895 року на кордоні між Амапою та Французькою Гвіаною, що стало кульмінаційною подією територіальної суперечки, відомої португальською як Questão do Amapá (Проблема Амапи). Ця подія ознаменувалася вторгненням французьких військ на спірну територію під командуванням капітана Люньє. Вторгнення було відбито почесним генералом бразильської армії Франсиско Шав'єром да Вейга Кабралом.
Після оборони Амапи Вейга Кабрал став одним із значущих героїв в історії бразильської держави. У грудні 1896 року Франція та Бразилія домовилися вирішити свої територіальні суперечки шляхом арбітражу. 27 грудня 1897 року міжнародний суд вирішив суперечку на користь Бразилії, яка зберігла контроль над спірним регіоном.